# Distretto di Chana
Il distretto di Chana (in thailandese: จะนะ) è un distretto (amphoe) della Thailandia, situato nella provincia di Songkhla.